# Birger Malmsten
Birger Malmsten (ur. 23 grudnia 1920 w Gräsö, zm. 15 lutego 1991 w Sztokholmie) – szwedzki aktor. Wielokrotnie współpracował z reżyserem Ingmarem Bergmanem.

## Wybrana filmografia
- Deszcz pada na naszą miłość (Det regnar på vår kärlek) (1946)
- Okręt do Indii (Skepp till Indialand) (1947)
- Noc - moja przyszłość (Musik i mörker) (1948)
- Ewa (Eva) (1948)
- Więzienie (Fängelse) (1949)
- Pragnienie (Törst) (1949)
- Ku szczęściu (Till glädje) (1950)
- Letni sen (Sommarlek) (1951)
- Kobiety czekają (Kvinnors väntan) (1952)
- Milczenie (Tystnaden) (1963)
- Twarzą w twarz (Ansikte mot ansikte) (1976)